# Ievgueni Trubetskoi
El príncep Ievgueni Nikolàievitx Trubetskoi (rus: Евгений Николаевич Трубецкой), o Trubetzkoi, nascut el 5 d'octubre [C.J. 23 de setembre] de 1863 a Moscou i mort el 23 de gener de 1920 prop de Novorossiïsk, fou un filòsof, jurista i publicista rus, figura pública de la casa de Trubetskoi. Fill del musicòleg Nikolai Petróvitx Trubetskoi era també germà dels prínceps Piotr, Serguei i Grigori Nikolàievitx.

## Biografia
Ievgueni Trubetskoi provenia d'una família il·lustre, els Trubetskoi. És el fill del príncep Nikolai Trubetskoi, cofundador del Conservatori de Moscou, pare de tretze nens, que va ser vice-governador de l'óblast de Kaluga. La seva mare provenia dels boiars Lopukhin. Estava molt unit amb el seu germà Sergueï (1862-1905), que va ser també un filòsof de renom. Els dos germans estudiaren junts al liceu privat Kreimann de Moscou, i a continuació al liceu de Kaluga. Estigué fortament influït, en la seva joventut per la seva mare, que li donà sòlides bases cristianes. A alguns quilòmetres del domini familiar, Akhirta, on els Trubetskoi passaven els mesos d'estiu, es troben el monestir de Khotkov i el monestir de la Trinitat-Sant-Sergi que la família freqüentava regularment.
l'any 1879 ambdós germans, després de deixar-se portar per les idees de Charles Darwin, Herbert Spencer, Henry Thomas Buckle, Ludwig Büchner, Vissarion Belinski, Nikolai Dobroliúbov i Dmitri Píssarev, van experimentar una aguda crisi religiosa, que van superar ràpidament gràcies a la lectura del llibre la Història de la nova filosofia de Kuno Fischer. A partir d'aquí, centren la seva atenció cap a Plató, Aristòtil, Kant, Fichte i Schelling. Se submergeixen a continuació al pensament cristià de Khomiakov i Soloviov. Són igualment influïts pels Germans Karamàzov de Dostoïevski.
Ievgueni Trubetskoi entra l'any 1881 a la facultat de dret de la Universitat de Moscou. Després de la seva graduació a la Universitat de la primavera de 1885, Ievgueni Trubetskoi va ingressar com a voluntari al regiment de granaders de Kíev, que llavors estava acantonat a Kaluga, i del qual en va esdevenir oficial. Al setembre, va aprovar els exàmens oficials i, l'abril de 1886, va obtenir el títol de privatdozent al Liceu Demídov, defensant la tesi "Sobre l'esclavitud a l'antiga Grècia". Coneix Vladímir Soloviov l'any 1887 a la casa de Lev Lopatin. Tot i ser un deixeble i successor de Soloviov, Trubetskoi no estava d'acord amb molts aspectes del seu ensenyament, especialment amb les seves idees ecumèniques.
Es casa a l'estat 1887 amb la princesa Vera Aleksàndrovna Sxerbàtova, filla de l'alcalde de Moscou, i descendent d'una família de l'antiga aristocràcia D'aquesta unió, en sorgiran tres nens: Serguei, Aleksandr i Sofia. Passen els mesos d'estiu al domini de la família Sxerbatov a Naro. El 1892, després de la defensa de la tesi magistral "Ideal religiós social del cristianisme occidental en el segle v. La visió del món de Sant Agustí" Ievgueni Trubetskoi va obtenir el càrrec de privatdozent, i el 1897, després de defensar el treball" L'ideal religiós social del cristianisme occidental del segle xi. La idea del Regne de Déu a Gregori VII i els seus contemporanis", esdevé professor a la Universitat Imperial de Sant Vladimir, a Kíev.
Al final del segle es va convertir en membre del cercle zemski Besseda rus: Беседа ("conversa"), una mena de protopartit. Després es va unir a la Unió d'Alliberament, rus: Сою́з освобожде́ния Soiuz osvobojdénia. Durant la "campanya de banquets" de les reunions sindicals per difondre les decisions del primer congrés legal de Zemski, va pronunciar un discurs al banquet més gran que es va celebrar a Kíev, on es van aplegar més d'un miler de participants. Després de la formació a l'octubre de 1905 del Partit Constitucional Democràtic, va formar-hi part com a militant.
A finals de 1905, el comte Serguei Witte, pensa en ella per formar el nou Consell de Ministres, i proposar a Trubetskoi el càrrec de ministre d'Educació Pública, però a la reunió aquest immediatament va abandonar la cartera, ja que el seu consentiment seria una violació de la línia política acceptada pel lideratge del partit.
El novembre de 1905, es va registrar la Societat Religiosa i Filosòfica en memòria de Vladímir Soloviov de Moscou. Entre els fundadors es trobava Trubetskoi.

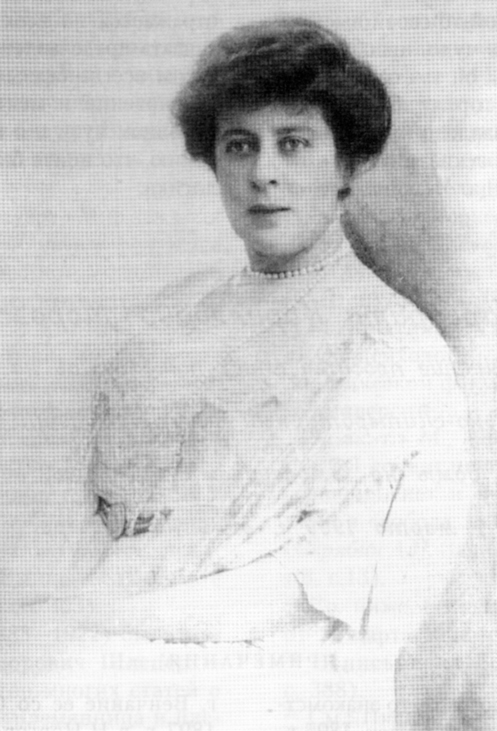
Fotografia de Margarita Morozova

El príncep Trubetskoi fou nomenat l'any 1906 professor d'història de la filosofia del dret a la universitat de Moscou. El maig del 1905 coneix la mecenes Margarita Morózova (1873-1958) qui organitza al seu luxós hotel particular de Moscou la Conferència dels zemstvos amb tres-cents participants, entre els quals els germans Truubetskoi. Finança el Setmanal de Moscou rus: Московский еженедельник Moskovski iejenedélnik (1905-1910), que tracta de qüestions socio-polítiques (Rússia es troba llavors sacsejada pels esdeveniments del 1905) del qual confia la plaça de redactor en cap a Ievgueni Trubetskoi. Comença llavors una història d'amor entre dos éssers enamorats de la filosofia, però que no pot dur enlloc, perquè el príncep, en estar casat, han de sacrificar les seves inclinacions per romandre fidel a l'ideal cristià. Una llarga amistat epistolar i filosòfica es perllonga fins a la mort del príncep després de la Revolució d'Octubre, que és, segons el professor Aleksandr Nóssov, un testimoniatge únic de la història del pensament rus.
El resultat excel·lent d'aquest "amor sense llei" fou l'editorial moscovita de Morozova "El Camí", El camí rus: Путь Put on, a més de les obres de Trubetskoi, es van imprimir les obres de Serguei Bulgàkov, Vladímir Ern o Pàvel Florenski, entre d'altres.
Trubetskoi va ser originalment un dels membres destacats i fundadors del Partit KD, abans d'esdevenir el cofundador d'un moviment polític, el partit de la Renovació pacífica, a la Primera Duma. El seu òrgan de premsa no oficial és el Setmanal de Moscou. Es van publicar aquí més de tres-cents articles de Trubetskoi. Ja el 1907 en el seu article "Dues bèsties" rus: Два зверя Dva zvéria Trubetskoi va preveure la catàstrofe imminent de l'Imperi rus: "Amb el primer xoc extern, Rússia pot arribar a ser un colós sobre peus de fang. La classe s'alçarà contra la classe, la tribu contra la tribu, els afores del centre. La primera bèstia es despertarà amb una força nova i sobrenatural i convertirà Rússia en un infern"
El 1911, Ievgueni Trubetskoi, juntament amb un gran grup de professors, va deixar la Universitat de Moscou com a signe de desacord amb la violació del govern dels principis de l'autonomia universitària. Des de llavors, s'instal·la amb la seva família al seu domini de Beguitxevo no lluny de Kaluga.
Escriu per a El camí rus: Путь i El pensament rus rus: Русская мысль i s'atansa de tant en tant a Moscou per fer classes a la Universitat Popular Xaniavski i participar en sessions de la Societat filosófico-religiosa de Moscou (de la qual el seu germà va ser el cofundador).
Presencia la Revolució de Febrer amb un certa esperança, però s'oposa a la Revolució d'Octubre, en principi a causa de fonaments filosòfics incompatibles. Forma part del jurat a la tesi d'Ivan Ilín, en qualitat de contradictor, el 19 de maig de 1918. L'amenaça immediata d'arrest va obligar Trubetskoi a abandonar Moscou, i el 24 de setembre de 1918 marxa de Moscou, i després s'uneix a l'Exèrcit Blanc, on el seu germà Grigori és cap de l'administració d'Afers Religiosos. Després d'haver vingut amb l'exèrcit de retirada a Novorossiïsk, Trubetskoi va caure malalt de tifus i va morir el 23 de gener de 1920.

## Obres selectes

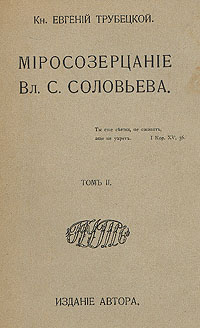
Portada de la Concepció del món de Vladímir Soloviov (1913)

- О рабстве в древней Греции [Sobre l'esclavitud a l'antiga Grècia]. Tesi del príncep Ievgueni Trubetskoi, Iaroslavl, 1886.
- Религиозно-общественный идеал западного христианства в V в. Миросозерцание блаженного Августина [L'ideal religiós social del cristianisme occidental al segle V La concepció del món de Sant Agustí], Moscou, 1892 (tesi magistral).
- История философии права (древней, новой, новейшей): Лекции [Història de la filosofia del dret (antiga, nova i moderna): conferències], Kíev, 1893—1899.
- Религиозно-общественный идеал западного христианства в XI в. Идея Божеского царства у Григория VII и публицистов — его современников. [L'ideal religiós i social del cristianisme occidental al segle xi. La idea del regne de Déu a Gregori VII i als pensadors contemporanis] Kíev, 1897 (tesi de doctorat)
- Философия Ницше: Критический очерк. [La filosofia de Nietzsche. Assaig crític], Moscou, éd. Kouchner & Co, 1904.
- Articles al periòdic « El Dret »: № 15 — «L'Església i el moviment d'alliberament», № 39 — «La Guerra i la Burocràcia», «Resposta als governadors», «El Krach», etc.
- Articles a la revista «Qüestions de filosofia i de psicologia»: «Els ideals polítics de Plató i d'Aristòtil», «La filosofia de la teocràcia cristiana», «La filosofia del dret del professor Petrajitski», «Llibertat i immortalitat», etc.
- История философии права (древней) [Història de la filosofia del dret (antiga)], 1era ed., Kíev, impr. Iakovlev, 1899, 179 pàgines.
- Энциклопедия права [Enciclopèdia del dret], 1era ed., Moscou: ed. Levensohn, 1908, 223 pàgines.
- Социальная утопия Платона [La utopia social de Plató], Moscou, 1908.
- Миросозерцание В. С. Соловьева [La concepció del món de Vladímir Soloviev], éd. La Via, Moscou, 1913; reeditat a Moscou l'any 1994-1995 (2 toms).
- Смысл войны [El sentit de la guerra], Moscou, ed. Mamontov, 1914.
- Смысл жизни [el sentit de la vida], Moscou, ed. Mamontov, 1914; 2a ed. corregida l'any 1918 (ed. Sitin, Moscou); reed. l'any 1922 (Berlín), a continuació l'any 1994 (Moscou).
- Война и мировая задача России [La guerra i la missió mundial de Rússia], Moscou: ed. Sitin, 1915.
- Национальный вопрос, Константинополь и святая София: Публичная лекция [La qüestió nacional, Constantinoble i Santa Sofia: conferència pública], Moscou, 1915.
- Два мира в древнерусской иконописи [Els dos mons de les icones de l'Antiga Rússia], 1916.
- Умозрение в красках. Вопрос о смысле жизни в древнерусской религиозной живописи [Especulació en colors. La qüestió del sentit de la vida a la pintura religiosa russa antiga], Moscou, ed. Sitin, 1916; reeditat l'any 1991.
- Анархия и контрреволюция [Anarquia i contrarevolució], Moscou, 1917.
- Революция и национальный подъем [La Revolució i l'alçament nacional], Moscou, 1917.
- Метафизические предположения познания. Опыт преодоления Канта и кантианства [Assumptes metafísics del coneixement. L'experiència de superar Kant i el kantisme], Moscou: ed. «Русская печатня» [Impremta russa], 1917.
- Из прошлого [Del passat], Moscou, 1917; (2е ed. Viena, 1920).
- Смысл жизни [El Sentit de la vida], ed Sitine, 1918; (2a ed. Berlín, 1922).
- Великая революция и кризис патриотизма [La Gran revolució i la crisi del patriotisme], Omsk, 1919.
- Этюды по русской иконописи [Estudis sobre la pintura d'icones russes], Moscou, 1921.
- Иное царство и его искатели в русской народной сказке [El veritable regne i els seus investigadors al conte popular rus], Moscou, 1922.
- Воспоминания [Records], Sofia, 1922.